# Ferrières (Somma)
Ferrières (wym. [fɛrjɛɾə]) – miejscowość i gmina we Francji, w regionie Hauts-de-France, w departamencie Somma.
Według danych na rok 1990 gminę zamieszkiwało 396 osób, a gęstość zaludnienia wynosiła 114 osób/km² (wśród 2293 gmin Pikardii Ferrières plasuje się na 611. miejscu pod względem liczby ludności, natomiast pod względem powierzchni na miejscu 1015.).
Urodził tu się wikariusz apostolski Alaski Joseph Raphael John Crimont SI.